# Internationale Tonjäger-Föderation
Die Internationale Tonjäger-Föderation (französisch Fédération internationale des Chasseurs de Sons, kurz FICS; englisch International Federation of Sound Hunters) war der Dachverband der nationalen Verbände für Ton- und Videoamateure. Zur Gründungszeit waren es ausschließlich Tonamateure, auch Tonjäger genannt.
Zusammen mit dem Internationalen Wettbewerb der besten Tonaufnahme (IWT) fand von 1956 bis 2016 der FICS-Kongress statt.

## Mitglieder
Die FICS zählte zuletzt sieben Mitgliedsländer:
- Deutschland: Ring der Tonband- und Videofreunde e.V. (RdT)
- Frankreich
- Großbritannien: The British Sound Recording Association (BSRA)
- Niederlande: Nederlandse Vereniging voor Geluid- en Beeldregistratie (NVG)
- Slowakische Republik: Slovenskej Spoločnosti Elektronikov (SSK)
- Schweiz: Schweizerischer Bild- und Tonjägerverband (SBTV)
- Tschechische Republik: Český Fonoklub (CF)

Mit Österreich, Luxemburg und der Dominikanischen Republik bestanden Kontakte.

## Geschichte
Die Gründung erfolgte am 21. Oktober 1956 in Paris. Gründungsmitglieder waren unter anderem die Radiomitarbeiter Jean Thévenot aus Frankreich (1916–1983) und Fredy Weber aus der Schweiz (1926–1996), welche die Tonjägerbewegung von Beginn an betreuten und förderten.
1990 wurde die Jean-Thévenot-Medaille ins Leben gerufen. Sie wurde anlässlich internationaler Wettbewerbe verliehen, die sich mit Tonaufnahmen beschäftigten oder bei welchen der Ton eine besondere Rolle spielte.
Nach der Pionierzeit in den 1950er-Jahren verzeichnete der Verband nach dem Jahr 2000 aufgrund von Nachwuchsmangel einen Rückgang seiner Mitgliedszahlen, was bereits zur Auflösung der Verbände Österreichs und Italiens führte. Generalsekretär Helmut Weber sah den Hauptgrund im „Niedergang des Vereinswesens“. Am 16. Oktober 2016 fand im schweizerischen Grandvaux der 60. und letzte FICS-Kongress zusammen mit dem 65. IWT statt. Die Entwicklung hatte gezeigt, dass es den Mitgliedsverbänden nicht mehr gelang, genügend Arbeiten für den Wettbewerb zu erhalten. Nachdem die FICS die Länder Dänemark, Norwegen, Belgien, Oesterreich, Italien und Tschechien bereits als Mitgliedsländer verloren hatte, sanken die Aktivitäten in den verbliebenen sechs Ländern ebenfalls. Der Kongress 2016 hat daher einstimmig die Auflösung des Vereins beschlossen. Zur Dokumentation bleibt die Homepage weiterhin in Betrieb.

## Statuten
Die Statuten der FICS sahen als Hauptzweck der Föderation vor:
- weltweite Förderung der Ton- und Bildaufzeichnung
- Förderung der internationalen Beziehungen der Hobbyamateure
- Mithilfe bei der Gründung von Clubs und Verbänden
- Vertreten der Interessen der Amateurton- und Bildaufnahme gegenüber Radio- und Fernsehanstalten, der UE-Industrie und den Urheberrechtsgesellschaften
- Förderung des internationalen Austausches von Ton- und Bildaufnahmen unter anderem durch Organisation und Unterstützung von internationalen Wettbewerben und anderen geeigneten Veranstaltungen

## Internationaler Wettbewerb der besten Tonaufnahme
Seit 1952 gab es den Internationalen Wettbewerb der besten Tonaufnahme (IWT), der erste Wettbewerb fand in Bern statt. Später gehörten auch Video und Multimedia zu den Wettbewerbskategorien. Der IWT wurde jedes Jahr in einem anderen Land durch ein Mitgliedsland organisiert. Aus den nationalen Wettbewerben konnten pro Land je sechs Arbeiten für die Bereiche Audio/Video und Multimedia eingereicht werden. Amateure in Nicht-Mitgliedsländern konnten als „Isolierte“ direkt teilnehmen.

## Belege
1. ↑  Fritz Tümpi: Immer auf der Pirsch nach Tönen. In kulturtipp vom 6. November 2010, abgerufen am 25. April 2012
2. ↑  Fritz Trümpi: Die Geräusche der Geschichten. In Wiener Zeitung vom 5. November 2010, abgerufen am 25. April 2012
3. ↑  Jagd auf Geräusche. In: Der Spiegel, Heft 19/1953, S. 32, abgerufen am 25. April 2012